# In dubio pro reo

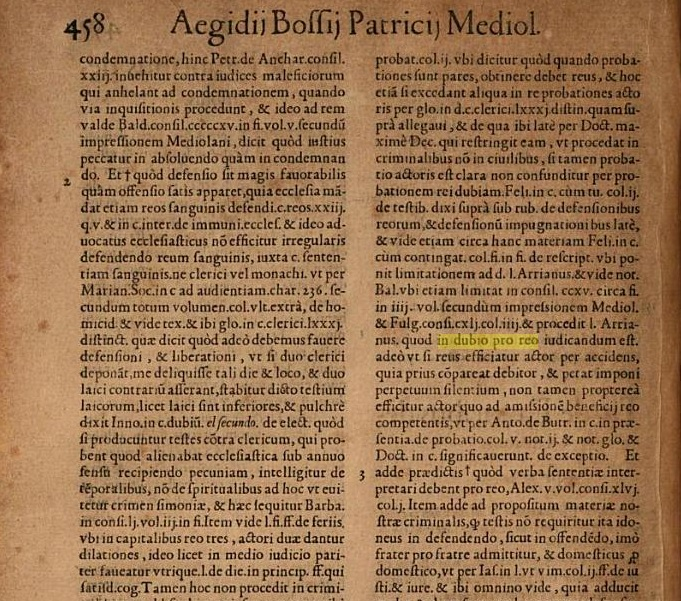
Сторінка трактату Егідіо Боссі, яка містить слова ″in dubio pro reo″

Принцип in dubio pro reo (укр. «коли є сумнів, вирішувати на користь обвинуваченого») означає, що підсудний не може бути засуджений судом, якщо залишаються сумніви щодо його вини.
Правило поблажливості — це доктрина, згідно з якою двозначність повинна вирішуватися на користь більш м'якого покарання.
Вирішення всіх сумнівів на користь обвинуваченого відповідає принципу презумпції невинуватості.

## Походження
Головний принцип у фразі був частиною тлумачення права Аристотелем і вплинув на формування римського права: Favorabiliores rei potius quam actores habentur (Дигести Юстиніана I, D.50.17.125), що означає: "Становище відповідача є більш сприятливим, ніж становище позивача. Однак ця фраза не вживалася дослівно, поки міланський юрист Егідіо Боссі (1487—1546) не використав її у своїх трактатах.

## Національні особливості
У німецькому законодавстві цей принцип не кодифікований, але має конституційний статус і походить від статті 103(2) Основного закону, статті 6 ЄКПЛ та розділу 261 Кримінально-процесуального кодексу. Загальне використання цієї фрази в німецькій правовій традиції задокументував 1631 року Фрідріх Шпее фон Лангенфельд.
У канадському законодавстві провідною справою, яка встановлює, як вирішувати кримінальні справи, де провина обвинуваченого залежить від суперечливих показань свідків, є R. проти W.(D.) (1991).